# Radical 12
El radical 12, representado por el carácter Han 八, es uno de los 214 radicales del diccionario de Kangxi. Este símbolo se utiliza para representar el concepto del número 8. En mandarín estándar es llamado 八部　(bā bù,«radical ocho»), en japonés es llamado  八部, はちぶ　(hachibu), y en coreano 팔 (pal). El radical «ocho» aparece comúnmente en la parte inferior de los caracteres a los que pertenece (por ejemplo en el símbolo 共). También aparece ocasionalmente en la parte superior conservando su forma (como en el carácter 公) o en una posición invertida (como en el carácter 兽).

## Nombres populares
- Mandarín estándar: 八字頭, bā zì tóu, «símbolo “ocho” arriba»; 八字底, bā zì dǐ, «símbolo “ocho” abajo».
- Coreano:여덟팔부, deul ip bu, «radical “ip”-entrar».
- Japonés: 八（はち）, hachi, «ocho»; 八頭（はちがしら） hachigashira «ocho-arriba» (cuando aparece en la parte superior del carácter).
- En occidente: «Radical ocho»

## Galería
| Estilos antiguos                                 | Estilos antiguos                  | Estilos antiguos                        | Estilos antiguos                   | Estilos antiguos                   | Estilos empleados actualmente       | Estilos empleados actualmente  | Estilos empleados actualmente    | Estilos empleados actualmente   | Estilos empleados actualmente  |
|                                                  |                                   |                                         |                                    |                                    |                                     | 八                             | 八                               |                                 |                                |
| 甲骨文 jiǎgǔwén (escritura de huesos oraculares) | 金文 jīnwén (escritura de bronce) | 简帛 jiǎnbó (escritura de bambú y seda) | 篆文 zhuànwén (escritura de sello) | 篆文 zhuànwén (escritura de sello) | 隸書 lìshū (estilo de los escribas) | 楷書 kǎishū (estilo regular)   | 楷書 kǎishū (estilo regular)     | 行書 xǐngshū (estilo corriente) | 草書 cǎoshū (estilo de hierba) |
| 甲骨文 jiǎgǔwén (escritura de huesos oraculares) | 金文 jīnwén (escritura de bronce) | 简帛 jiǎnbó (escritura de bambú y seda) | 大篆 dàzhuàn (sello grande)        | 小篆 xiǎozhuàn (sello pequeño)     | 隸書 lìshū (estilo de los escribas) | 繁體／繁体 fántǐ (tradicional) | 简体／簡體 jiǎntǐ (simplificado) | 行書 xǐngshū (estilo corriente) | 草書 cǎoshū (estilo de hierba) |

## Caracteres con el radical 12
| trazos | carácter           |
| ------ | ------------------ |
| + 0    | 八                 |
| + 2    | 公, 六, 兮, 兯, 六 |
| + 3    | 兰                 |
| + 4    | 共, 兲, 关, 兴     |
| + 5    | 㒵, 㒶, 㒷, 兵     |
| + 6    | 其, 具, 典         |
| + 7    | 㒸, 兹, 养         |
| + 8    | 兺, 兼             |
| + 9    | 兽                 |
| + 1    | 兾, 兿             |
| + 14   | 冀                 |
| + 16   | 冁                 |
| + 18   | 㒹                 |